# 1650
1650 (MDCL) byl rok, který dle gregoriánského kalendáře započal sobotou.

## Události
- lordi Albington a Ossiro přivezli z Holandska do Anglie první čaj

### Probíhající události
- 1635–1659 – Francouzsko-španělská válka
- 1642–1651 – Anglická občanská válka
- 1648–1653 – Fronda

## Narození

#### Česko
- 07. června – Vít Václav Kaňka, český stavitel († 9. dubna 1727)
- 17. září – Jan Miller, jezuitský teolog, rektor univerzity v Olomouci († 21. září 1723)
- 26. října
  - Šimon Boruhradský, jezuitský řeholník, ekonom a architekt († 6. dubna 1697)
  - Jan Jindřich Turba, šlechtic a právník († 1. ledna 1704)
- neznámé datum
  - Jan Kryštof Liška, český barokní malíř († 23. srpna 1712)
  - Kryštof Karel Voračický z Paběnic, šlechtic († 25. března 1712)

#### Svět
- 06. ledna – Nicola Saggio, italský řeholník, blahoslavený († 3. února 1709)
- 10. ledna – Žofie Amálie Nasavsko-Siegenská, německá šlechtična a kuronská vévodkyně († 25. prosince 1688)
- 05. února – Anne Jules de Noailles, francouzský generál († 2. října 1708) ,
- 15. dubna – Hedvika Falcko-Sulzbašská, provdaná rakouská arcivévodkyně († 23. listopadu 1681)
- 27. dubna – Šarlota Amálie Hesensko-Kasselská, norská a dánská královna manželka krále Kristiána V. († 27. března 1714)
- 15. května – Adam Wilhelm von Sydow, pruský generálmajor († 17. července 1711)
- 26. května – John Churchill, vévoda z Marlborough, účastník válek o španělské dědictví († 16. června 1722)
- 20. června – Vilemína Ernestina Dánská, dcera dánského a norského krále Frederika III., falcká kurfiřtka († 23. dubna 1706)
- 06. července – Bedřich Kazimír Kettler, německý šlechtic († 22. ledna 1698)
- 16. srpna – Vincenzo Coronelli, italský kosmograf, kartograf, vydavatel a encyklopedista († 17. prosince 1718)
- 01. září – Ferdinando d'Adda, italský kardinál († 27. ledna 1719)
- 21. října – Jean Bart, vlámský korzár ve službách francouzského krále Ludvíka XIV. († 27. dubna 1702)
- 09. listopadu – Fjodor Alexejevič Golovin, ruský státník († 10. srpna 1706)
- 14. listopadu – Vilém III. Oranžský, anglický král († 8. března 1702)
- 25. listopadu – Cloudesley Shovell, britský admirál († 23. října 1707)
- 30. listopadu – Domenico Martinelli, italský architekt a kněz († 11. září 1718)
- neznámé datum
  - Abdur Rahmán Mómand, súfijský a paštúnský básník († 1715)
  - Johann Jakob Walther, německý houslista a hudební skladatel († 2. listopadu 1717)
  - Matthew Aylmer, britský admirál a šlechtic († 18. srpna 1720)
  - John Methuen, anglický právník a diplomat († 13. července 1706)
  - Richard Lumley, 1. hrabě ze Scarborough, anglický generál a státník († 17. prosince 1721)
  - George Rooke, britský admirál a významný námořní vojevůdce († 24. ledna 1709)
  - Joachim Neander, německý kalvinistický kazatel a autor církevních písní († 31. května 1680)

## Úmrtí

#### Česko
- 03. ledna – Oldřich František Libštejnský z Kolovrat, šlechtic (* 28. července 1607)
- 05. ledna – Jindřich Šlik, polní maršál (* 1580)
- 15. dubna – Vavřinec Plocar, římskokatolický kněz, premonstrátský kanovník (* ?)
- 18. července – Kryštof Vetter, kartograf, autor mapy Bohemiae Rosa (* 25. července 1575)
- neznámé datum
  - Adam Trajan Benešovský, český kazatel a spisovatel (* 1586)
  - Zuzana Alžběta z Thurnu, šlechtična (* před 1597)
  - Zikmund Miutini ze Spillimbergu, římskokatolický kněz, olomoucký kanovník a světící biskup (* 13. března 1601)
  - Dominik z Nisy, slezský františkán (* 1588)

#### Svět
- 18. ledna – Matteo Rosselli, italský barokní malíř (* 8. srpna 1578)
- 23. ledna – Philip Herbert, 4. hrabě z Pembroke, anglický dvořan, politik a vojevůdce (* 10. říjen 1584)
- 11. února – René Descartes, francouzský filozof a matematik (* 31. března 1596)
- 25. března – Alžběta Brunšvicko-Wolfenbüttelská, sasko-altenburská vévodkyně (* 23. června 1593)
- 01. dubna – Zofia Czeska-Maciejowska, polská římskokatolická řeholnice (* 1584)
- 20. května – Francesco Sacrati, italský hudební skladatel (* 17. září 1605)
- 07. června – Maxmilián z Trauttmansdorffu, nejvyšší císařský hofmistr, císařský komorník a diplomat (* 23. května 1584)
- 13. června – Franz Christoph von Khevenhüller, rakouský diplomat a historik (* 21. únor 1588)
- 19. června – Matthäus Merian, švýcarský rytec a nakladatel (* 22. září 1593)
- 26. června – Hedvika Brunšvicko-Wolfenbüttelská, pomořanská vévodkyně (* 9. února 1595)
- 18. července – Christoph Scheiner, německý jezuitský kněz, fyzik, optik, astronom a mechanik (* 1573/75)
- 19. srpna – Abraham de Verwer, holandský malíř (* mezi 1585 a 1600)
- 24. září – Karel Valois-Angoulême, francouzský královský bastard (* 28. dubna 1573)
- 6. listopadu – Vilém II. Oranžský, místodržitel Spojených provincií nizozemských (* 27. května 1626)
- 26. listopadu – Jiří IV. Drašković, chorvatsko-maďarský kněz (* 14. května 1599)
- 02. prosince – Šarlota Markéta de Montmorency, milenka francouzského krále Jindřicha IV. (* 11. května 1594)
- 31. prosince – Dorgon, mandžuský princ (* 17. listopadu 1612)
- neznámé datum
  - Giovanni Battista Zupi, jezuitský kněz, matematik a astronom (* 1590)
  - Antoon Sallaert, vlámský barokní malíř, kreslíř a grafik (* 1594)
  - Hanzade Sultan, osmanská princezna a dcera sultána Ahmeda I. (* 1607 nebo 1609)

## Hlavy států
| - České království – Ferdinand III. - Svatá říše římská – Ferdinand III. - Papež – Inocenc X. - Anglické království – Interregnum za Anglické republiky - Francouzské království – Ludvík XIV. | - Polské království – Jan II. Kazimír - Uherské království – Ferdinand III. - Švédské království – Kristýna I. Švédská - Chorvatské království – Ferdinand III. - Rakouské arcivévodství – Ferdinand III. - Perská říše – Abbás II. | - Španělské království – Filip IV. Španělský - Ruské carství – Alexej I. Michajlovič - Osmanská říše – Mehmed IV. - Portugalské království – Jan IV. Portugalský - Dánské království – Frederik III. Dánský - Osmanská říše – Mehmed IV. |

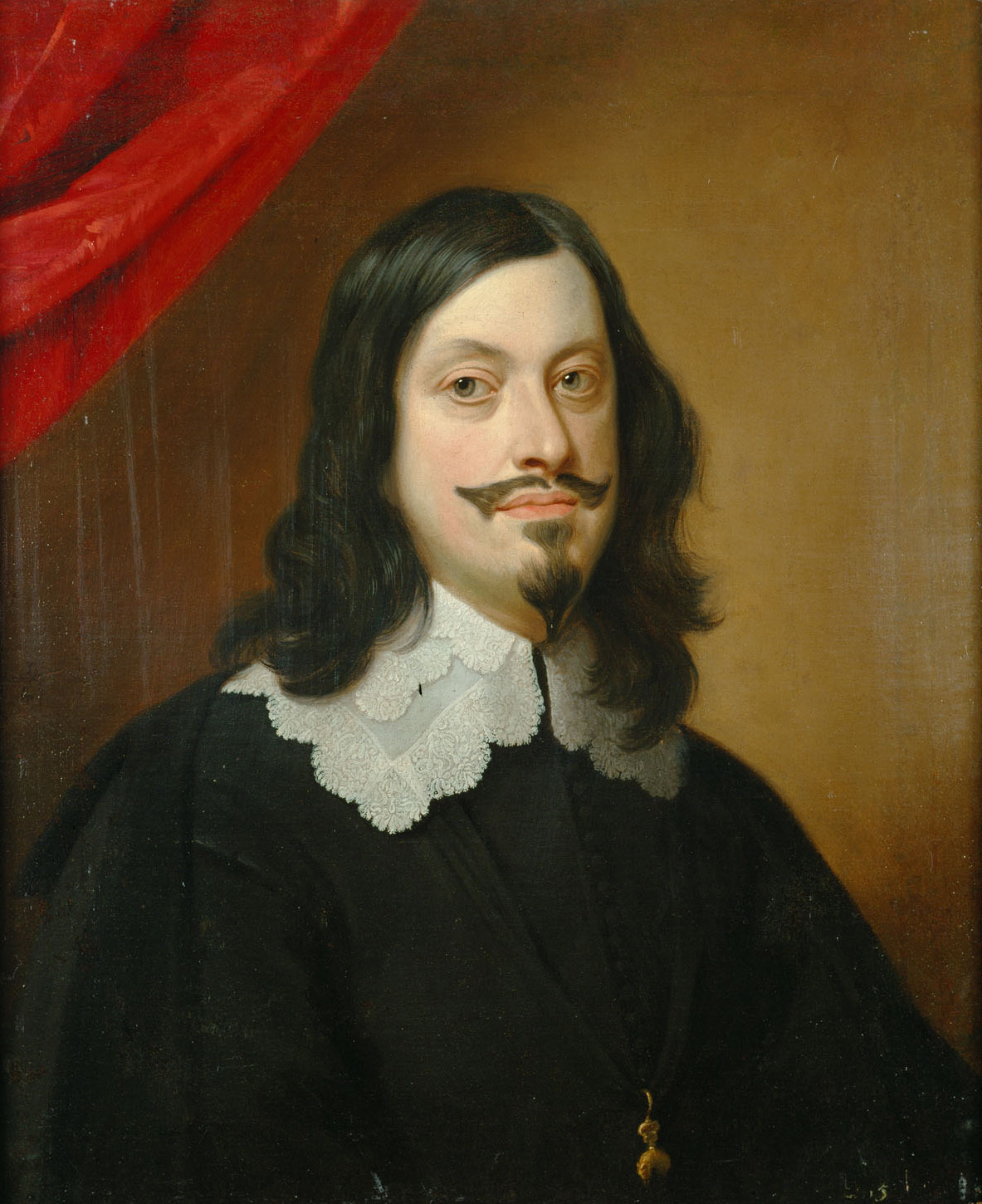
Císař Svaté říše římské, český, uherský a chorvatský král a rakouský arcivévoda Ferdinand
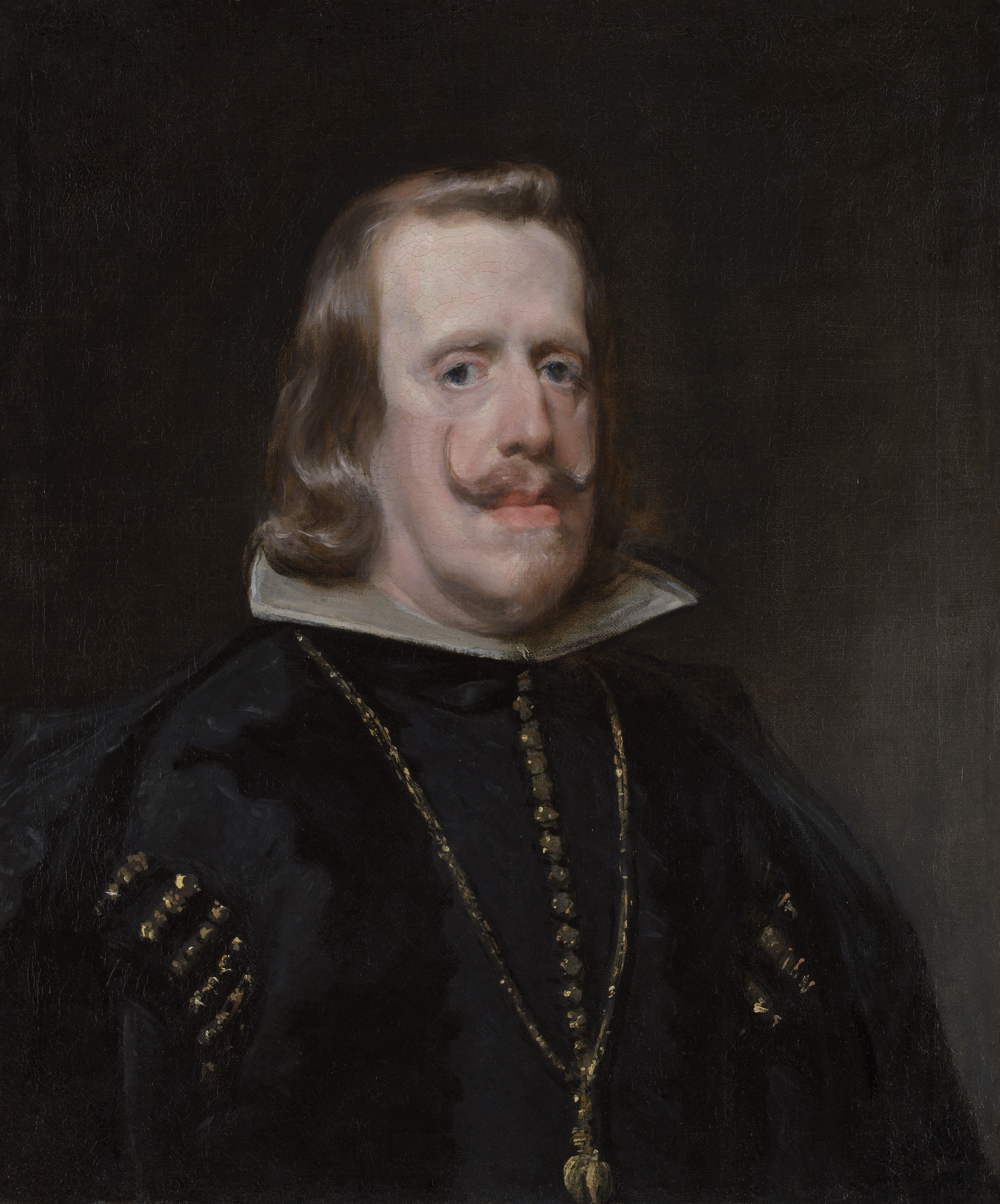
Španělský, neapolský a sicilský král Filip
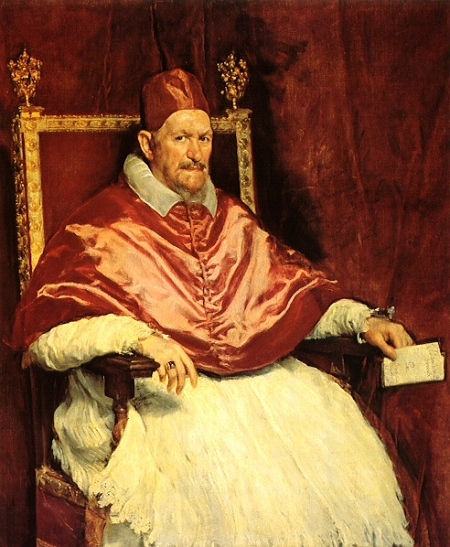
Papež Inocenc X.
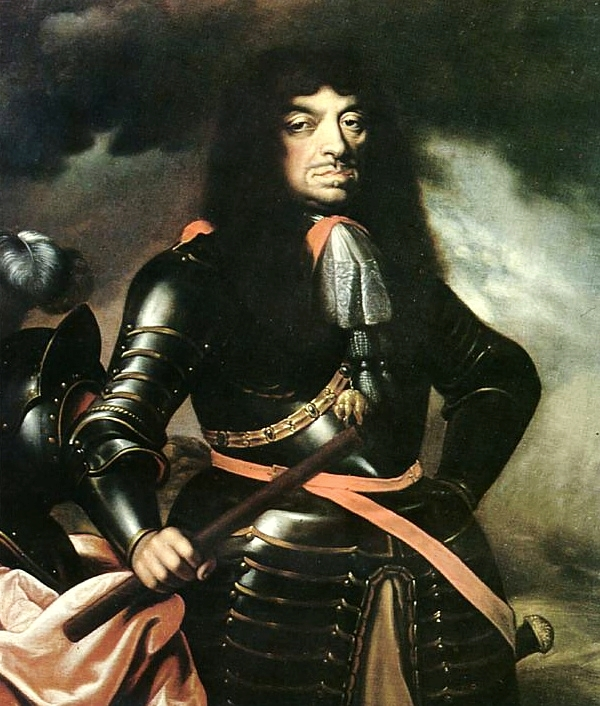
Polský král Jan II. Kazimír
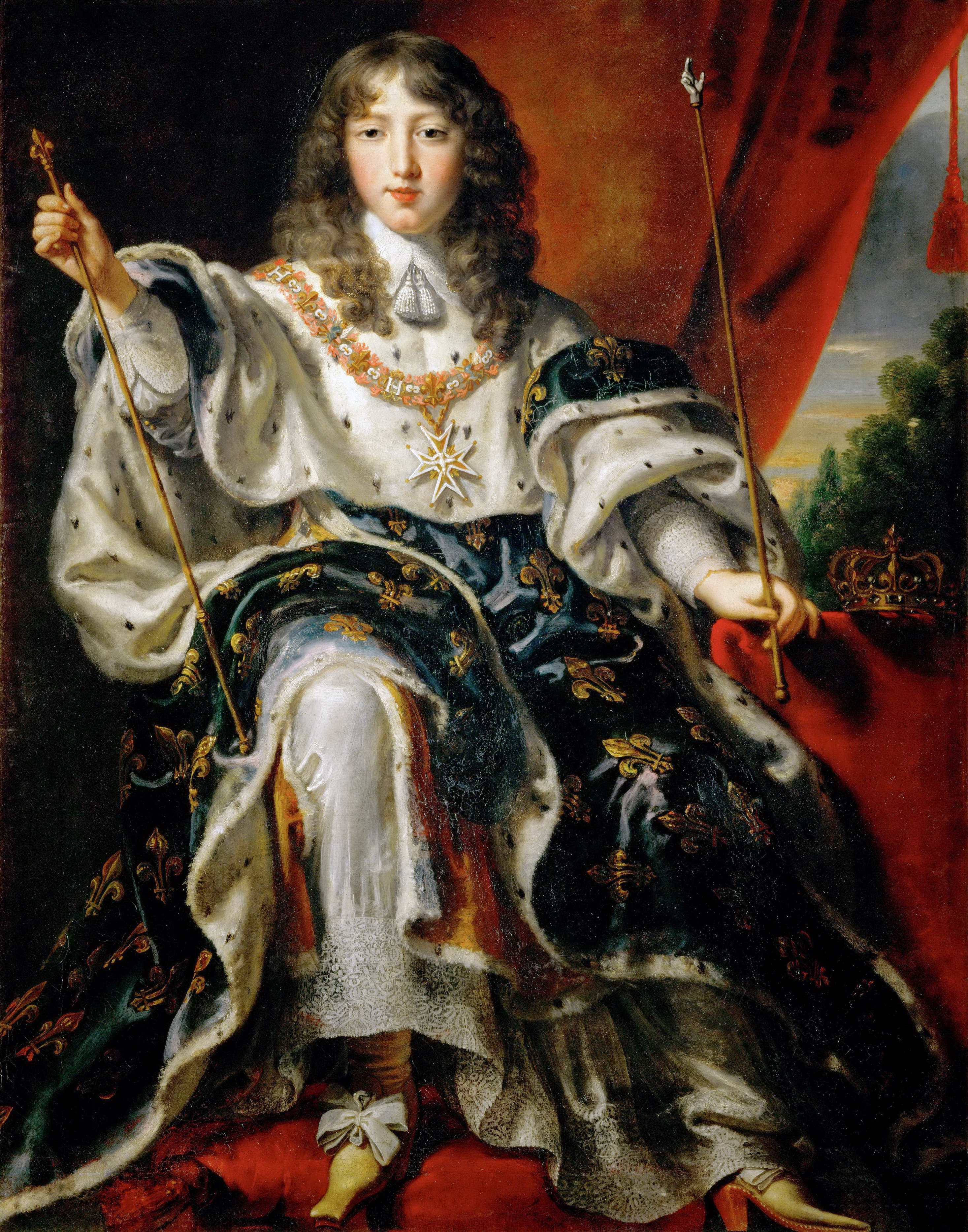
Francouzský král Ludvík XIV.